# This Note's for You
| 전문가 평가       | 전문가 평가 |
| 평가 점수         | 평가 점수   |
| 출처              | 점수        |
| ----------------- | ----------- |
| AllMusic          | [ 1 ]       |
| The Village Voice | B–          |

《This Note's for You》는 캐나다의 음악가 닐 영의 열여섯 번째 스튜디오 음반으로 1988년 4월 11일, 리프리즈 레코드에서 발매되었다. 이 음반은 원래 "영 앤 더 블루노츠"의 것으로 여겨졌다. 이 음반의 컨셉은 로큰롤과 특히 투어의 상업성에 초점을 맞추었다(특히 타이틀 선정은 콘서트 후원에 대한 적대적인 사회적 논평이다). 그 음악은 호른 부분의 사용으로 특징지어진다. 그것은 또한 영이 게펀 레코드와의 힘든 재직 후 최근에 재가동된 리프리즈 레코드로 돌아온 것을 의미했다.
2015년, 영은 음반의 동반 투어에서 라이브 음반을 발매했고, 《Bluenote Café》라는 제목을 붙였다.

## 배경 및 녹음
1987년 크레이지 호스와의 투어에서 영은 표준 어쿠스틱 세트와 일렉트릭 세트 사이에서 짧은 "블루스"를 연주하기 시작했고, (기타 대신 프랭크 삼페드로가 오르간을 연주함), 벤 키스를 영입한 영의 기타 기술 래리 크랙을 색소폰으로 연주했다. 〈This Note's for You〉라는 노래가 그 쇼에서 데뷔했다. 영은 그 결과를 좋아했고 ("제 인생 내내 그랬던 것처럼 〈Southern Man〉을 외치는 사람은 아무도 없었다"), 투어가 끝난 후 새로운 밴드 더 블루노츠를 더빙하며 호른 부분을 더 넓혔다.
1987년 11월, 밴드는 캘리포니아주에서 10일 동안 클럽 투어를 하며 라이브 데뷔를 했는데, 클래식 리듬 앤 블루스와 빅밴드 사운드의 영향을 받아 영의 초기 밴드인 더 스콰이어스 (〈Ain't It the Truth〉)로 거슬러 올라가는 여러 오래된 곡들을 혼합하여 주로 새로운 음악을 연주했다. 더 블루노츠는 녹음을 시작하기 위해 스튜디오에 들어갔지만, 영은 크레이지 호스 리듬 섹션의 공연에 불만을 품게 되었다. 베이시스트 빌리 탤벗이 먼저 해고되었고 릭 로사스가 마침내 영입되기 전에 일시적으로 조지 휘셀로 대체되었고, 드러머 랄프 몰리나는 로사스의 밴드 동료 채드 크롬웰로 교체되었다. 대부분의 곡들은 로저스와 크롬웰과 함께 오버더빙되거나 처음부터 다시 만들어졌으며, 오직 〈One Thing〉과 희귀한 〈Ain't It the Truth〉만이 여전히 휘셀과 몰리나의 연주를 특징으로 한다.
《This Note's for You》는 원래 닐 영 앤 더 블루노츠 (음반 초기판에서 볼 수 있듯이)의 작품이었으나 음악가 해롤드 멜빈이 더 블루노츠라는 이름을 사용한 것에 대해 영을 상대로 법적 조치를 취한 후 영의 솔로 음반으로 인정받게 되었다.

## 커버 아트
이 음반의 커버는 블루 노트 카페가 입주한 메인 스트리트 위니펙 200블록 뒷길에서 찍은 사진인 것으로 알려졌다. 닐은 위니펙에 있는 동안 블루 노트 카페에서 예고 없이 연주한 것으로 알려졌다.

## 곡 목록
모든 곡들은 닐 영에 의해 작사/작곡하였다.
| #   | 제목                         | 재생 시간 |
| --- | ---------------------------- | --------- |
| 1.  | 〈Ten Men Workin〉           | 6:28      |
| 2.  | 〈This Note's for You〉      | 2:05      |
| 3.  | 〈Coupe de Ville〉           | 4:18      |
| 4.  | 〈Life in the City〉         | 3:13      |
| 5.  | 〈Twilight〉                 | 5:54      |
| 6.  | 〈Married Man〉              | 2:38      |
| 7.  | 〈Sunny Inside〉             | 2:36      |
| 8.  | 〈Can't Believe Your Lyin'〉 | 2:58      |
| 9.  | 〈Hey Hey〉                  | 3:05      |
| 10. | 〈One Thing〉                | 6:02      |